# Якунин, Николай Иванович
Никола́й Ива́нович Яку́нин (1844, Москва — не ранее 1918, ) — русский архитектор, один из видных мастеров московского модерна, банкир.

## Биография
Родился в 1844 году в Москве. Учился в Московском дворцовом архитектурном училище. В 1866 году поступил в Московское училище живописи, ваяния и зодчества, которое окончил в 1874 году со званием неклассного художника архитектуры. Был тесно связан с железнодорожным строительством, работая в технических отделах Московско-Курской, Орлово-Витебской и Курско-Киевской железных дорог, проводил натурные изыскания на Балтийской железной дороге между Нарвой и Везенбергом. В 1893—1915 годах Якунин работал в Северном страховом обществе, являлся архитектором Санкт-Петербургско-Тульского банка, некоторое время занимал пост директора Саратовско-Симбирского банка. Судьба Н. И. Якунина после Октябрьской революции неизвестна.

## Постройки в Москве

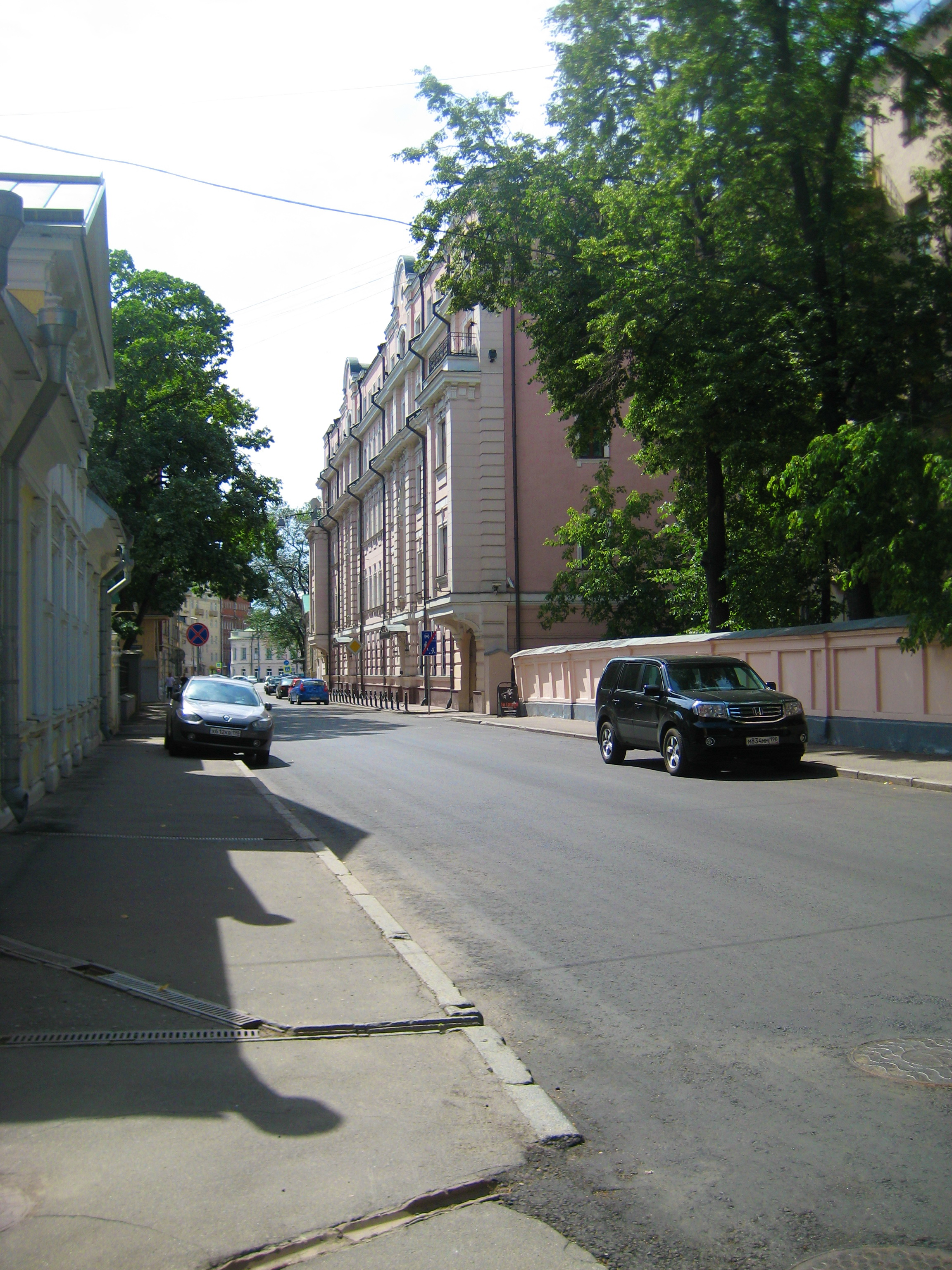
Доходный дом в Б.Левшинском переулке

- 1888 — пристройки к зданию Товарищества гостиницы Эрмитаж-Оливье по проекту архитектора М. Н. Чичагова, Неглинная улица, 18)[сн 1];
- 1892 — Перестройка доходного дома, Гусятников переулок, 5);
- 1892 — Особняк Д. А. Беренса, Переулок Огородная Слобода, 2/5;
- 1894 — Доходный дом А. А. Колли — В. К. Тубенталя, Милютинский переулок, 10, ценный градоформирующий объект[2];
- 1895—1896 — Постройка Дома трудолюбия имени М. А. и С. Н. Горбатовых по проекту архитектора И. П. Машкова, Большой Харитоньевский переулок, 24;
- 1896 — Доходный дом, Пречистенский переулок, 12, выявленный объект культурного наследия[2];
- 1898 — Особняк Л. В. Готье-Дюфайе, Улица Чаплыгина, 3 (перестроен);
- 1899 — Собственный доходный дом, Мерзляковский переулок, 13 — Столовый переулок, 2 — Медвежий переулок, 3;
- 1901 — Доходный дом, Большой Лёвшинский переулок, 10;
- 1901 — Склад в доходном владении П. М. Рябушинского, Большой Кисельный переулок, 10 стр. 3[2];
- 1901 — Доходный дом, Чистый переулок, 10;
- 1901 — Фабричный корпус Фряновской шерстопрядильной мануфактуры Г. В. и М. В. Залогиных, Воронцовская улица, 19, стр. 1, выявленный объект культурного наследия[2];
- 1902 — Перестройка доходного дома, Лубянский проезд, 23 стр. 3, ценный градоформирующий объект[2];
- 1904 — Дом Правления Московско-Рязанской железной дороги (Л. В. Готье-Дюфайе), Новорязанская улица, 12.

## Семья
- Сын: Николай (1873—1953) Врач, в начале XX века главный врач Марьинской больницы в Москве
- Дочь: Глафира, жена врача, директора больницы «Канатчикова дача» Абрама Мироновича Терешковича (1871—1937)
  - Внук: Макс Терешкович (1897—1937) — актер и режиссер
  - Внук: Константин Терешкович (1902—1978) — художник
    - Правнук: Леонид Гиссен (1931—2005) — советский гребец, неоднократный чемпион СССР и Европы, серебряный призер Олимпийских игр, врач, психолог.

### Сноски
1. ↑  Здесь и далее проекты и постройки даны в хронологическом порядке по М. В. Нащокиной, с необходимыми дополнениями и уточнениями.